# Lukas Wenig
Lukas Wenig (* 18. September 1994 in Marburg) ist ein deutscher Dartspieler.

## Karriere
Lukas Wenig nahm 2016 erstmals an den Turnieren auf der PDC Development Tour teil. 2018 schaffte er es bei zwei Turnieren unter die Letzten 32. Des Weiteren konnte er sich über den deutschen Qualifier für die PDC World Youth Championship 2018 qualifizieren, schied dort jedoch in der Vorrunde aus. Zu Beginn des Jahres 2019 nahm er erstmals an der PDC Qualifying School (Q-School) teil, konnte jedoch keine Tour Card gewinnen. Ende April konnte sich Wenig für die German Darts Open 2019 qualifizieren. Dies war sogleich sein erstes Turnier auf der European Darts Tour. Trotz guter Leistung scheiterte der Marburger an Chris Dobey mit 4:6. Auch 2020 spielte Wenig die Q-School und war Teilnehmer auf der Challenge Tour. Des Weiteren konnte Wenig sich für die German Darts Championship 2020 qualifizieren und nach einem Sieg über Cody Harris in die zweite Runde einziehen, wo er jedoch gegen Dave Chisnall ausschied. Bei der Q-School 2021 konnte Wenig trotz guter Ergebnisse keine Tour Card erspielen, qualifizierte sich jedoch für die UK Open 2021 und somit für sein erstes PDC-Majorturnier. Dort unterlag er in der ersten Runde mit 4:6 Chas Barstow aus England.
Bei der PDC European Challenge Tour spielte sich Wenig einmal ins Finale, welches er mit 4:5 gegen Kenny Neyens verlor. Außerdem nahm er häufiger als Nachrücker an den Players Championships teil.
Bei den Denmark Open gewann Wenig zwei Spiele. Zuletzt nahm er auch an den British Classic Teil, wo er mit 3:4 gegen den vierzehnjährigen Luke Littler verlor.
Bei der Q-School im Januar 2022 erreichte Wenig am zweiten Tag auf direktem Wege die Final Stage. Er schaffte es jedoch knapp nicht, sich eine Tour Card zu erspielen.
Anfang März nahm Wenig an den UK Open 2022 teil, nachdem Steven Noster seine Teilnahme zurückgezogen hatte. Er gewann hierbei zwei Spiele und verlor in Runde drei gegen Florian Hempel.
Er qualifizierte sich daraufhin mehrfach für die European Darts Tour. Sein bestes Ergebnis erzielte er dabei beim European Darts Matchplay, als er erst im Achtelfinale von Turniersieger Luke Humphries gestoppt wurde. Auch auf der Challenge Tour trat Wenig an und kam einmal ins Finale. In der finalen Challenge Tour Order of Merit stand Wenig auf Platz 18 und war damit der beste deutsche Spieler.
Im November 2022 startete Wenig bei der PDC Europe Super League und zog bis ins Halbfinale ein, welches er gegen Niko Springer verlor.
Mitte Januar 2023 nahm Wenig wieder an der Q-School teil. Er brauchte dabei zwar die Rangliste für die Qualifikation zur Final Stage, beendete diese jedoch als Zweitplatzierter. Für eine Tour Card reichte es dann aber klar nicht.
Somit muss Wenig auch 2024 wieder an der Q-School teilnehmen und schaffte es erneut über die Rangliste in die Final Stage, in der er sich über die Rangliste erstmals eine Tour Card erspielen konnte.

## Weltmeisterschaftsresultate

### PDC-Jugend
- 2018: Gruppenphase (5:2-Sieg gegen  Declan Cox und 3:5-Niederlage gegen  Martin Schindler)

## Turnierergebnisse
| Turnier              | 2021              | 2022              | 2023              | 2024              | 2025 |
| -------------------- | ----------------- | ----------------- | ----------------- | ----------------- | ---- |
| PDC-Ranking-Turniere |                   |                   |                   |                   |      |
| World Masters        | nicht ausgetragen | nicht ausgetragen | nicht ausgetragen | nicht ausgetragen | VR   |
| UK Open              | 1R                | 3R                | 1R                | 1R                | 3R   |
| Karrierestatistiken  |                   |                   |                   |                   |      |
| Jahresendplatzierung | 149               | 120               | 152               | 98                |      |

| Legende zu den Turnierergebnissen | Legende zu den Turnierergebnissen | Legende zu den Turnierergebnissen | Legende zu den Turnierergebnissen | Legende zu den Turnierergebnissen | Legende zu den Turnierergebnissen | Legende zu den Turnierergebnissen | Legende zu den Turnierergebnissen | Legende zu den Turnierergebnissen | Legende zu den Turnierergebnissen |
| --------------------------------- | --------------------------------- | --------------------------------- | --------------------------------- | --------------------------------- | --------------------------------- | --------------------------------- | --------------------------------- | --------------------------------- | --------------------------------- |
| n/t                               | nicht teilgenommen                | n/q                               | nicht qualifiziert                | n/a                               | nicht ausgetragen                 | #R                                | Aus in jeweiliger Runde           | GP                                | Aus in der Gruppenphase           |
| AF                                | Achtelfinalist                    | VF                                | Viertelfinalist                   | HF                                | Halbfinalist                      | F                                 | Turnierfinalist                   | S                                 | Turniersieger                     |